# Hans Hilmar Goebel
Hans Hilmar Goebel (* 27. Mai 1937 in Breslau) ist ein deutscher Neuropathologe.

## Leben
Nach dem Abitur am Wilhelm-Dörpfeld-Gymnasium in Wuppertal im März 1956  begann Goebel an der Rheinischen Friedrich-Wilhelms-Universität Bonn und der Justus-Liebig-Universität Gießen Medizin zu studieren. Er wurde Mitglied der Corps  Guestphalia Bonn (1956) und  Starkenburgia (1957). Als Inaktiver wechselte er an die Ruprecht-Karls-Universität Heidelberg und die Freie Universität Berlin. Nach dem Staatsexamen promovierte ihn die FU 1963 zum Dr. med. Von 1963 bis 1965 war er Medizinalassistent in Bonn und Köln. Die Ausbildung zum Pathologen begann er 1966 an der FU. Auf die Neuropathologie konzentrierte er sich am New York University Medical Center (1968) und an der Indiana University Bloomington (1970). 1973 kehrte er nach Deutschland zurück. Als Oberassistent in der Pathologie der Georg-August-Universität Göttingen  habilitierte er sich 1976. 1981 wurde er zum  apl. Professor ernannt. 1983 folgte er dem  Ruf der Johannes-Gutenberg-Universität auf ihren Lehrstuhl für Neuropathologie. 2005 wurde er  emeritiert.

## Herausgeber und Beirat
- Acta Neuropathologica
- Brain Pathology
- Clinical Neuropathology
- Muscle & Nerve
- Neuromuscular Disorders
- Neuropediatrics

## Ehrenämter
- Präsident der Deutschen Gesellschaft für Neuropathologie und Neuroanatomie (1986–1987)
- Präsident der European Confederation of Neuropathological Societies (2002–2004)